# Ellipteroides hyperplatys
Ellipteroides hyperplatys är en tvåvingeart som först beskrevs av Alexander 1944.  Ellipteroides hyperplatys ingår i släktet Ellipteroides och familjen småharkrankar.
Artens utbredningsområde är Ecuador. Inga underarter finns listade i Catalogue of Life.